# 梅里雪山
梅里雪山（藏語：སྨིན་གླིང་གངས་རི།，威利转写：smin gling gangs ri，藏语拼音：Minlinggangri）属于横断山脉，位于云南迪庆藏族自治州德欽縣和西藏的林芝市察隅县交界处，距离昆明849公里。梅里雪山属于怒山山脉中段，处于世界闻名的金沙江、澜沧江、怒江“三江并流”地区。梅里雪山北与西藏阿冬格尼山，南与碧罗雪山相连接，相傳共有山峰13座，称为太子十三峰。梅里雪山主峰卡瓦格博，位於東經98°41′，北緯28°26′，海拔6740米，是云南海拔最高的山峰。
在藏文经卷中，梅里雪山的13座高峰，均被奉为“修行于太子宫殿的神仙”，特别是主峰卡瓦格博，被一些人尊奉为“藏區八大神山之首”。

## 名稱由來
梅里雪山在當地藏族人中被稱為太子雪山或者卡瓦格博，在藏語言習慣中卡瓦格博是主峰卡瓦格博峰、卡瓦格博山神及整座太子雪山山脈三位一體的稱呼。
在外界，1908年法国人马杰尔·戴维斯在《云南》一书中首次使用“梅里雪山”的称呼，但這並不是指卡瓦格博雪山（太子雪山）。在當地，梅里雪山指的是卡瓦格博北面的一座小山脈，山腳有一個稱為梅麗水（或梅里石）的小村莊，其主峰為海拔5229米的說拉曾歸面布。
太子雪山被誤為梅里雪山是源於二十世紀六十年代至七十年代的中國大地測量。當時，一支解放軍測繪隊因與當地人交流不暢，將太子雪山誤作梅里雪山並將其標註到地圖上。這一錯誤名稱一直延續至今，並被外界所熟知，其原名卡瓦格博反而不名了。

## 主要山峰
其主要山峰有以下幾座：
- 卡瓦格博（太子峰，6,740ｍ[2]）
- 緬茨姆（神女峰，6,054ｍ）
- 加瓦仁安（五方佛峰或五佛冠峰，5,470.5ｍ）
- 布迥松階吾學（小兒峰）
- 洛拉爭歸貢布（說拉贊歸面布或柏樹山紅臉兇神峰，5,229m，為地理意義上的梅里山脈主峰）
- 巴烏八蒙（英雄女儿峰，6,000m）
- 帕巴尼頂九焯（帕巴乃丁吉峰或十六尊者峰，5,880m）
- 瑪兵扎拉旺堆（馬兵扎堆五学或無敵降魔戰神峰，6,365m）
- 奶日頂卡（聖山頂峰，6,379m）
- 粗歸臘卡（5,993m）
- 扎拉雀尼（5,640m，為白芒雪山、亦作白馬雪山主峰）

## 攀登历史
- 1902年，英國登山隊，首登梅里主峰卡瓦格博失敗
- 1987年8-9月，日本上越山嶽會，因連續遭遇雪崩放棄攀登。攀登路線：明永冰川路線，攀登高度：5100米
- 1988年，美國克倫奇登山隊，攀登路線：明永冰川路線，攀登高度：4350米
- 1989年9月-11月，中日梅里雪山聯合偵察隊（第一次攀登），攀登路線：雨崩方向，攀登高度：5500米
- 1990年11月-91年1月，中日梅里雪山聯合登山隊（第二次攀登），發生山難，全體隊員遇難。攀登路線：雨崩方向，攀登高度：6470米（12月28日）
- 1991年1月6日-20日，梅里雪山山難搜索隊，中國登山協會4人1月9日到達大本營，西藏登山協會6人1月16日到達大本營，日本救援隊1月20日到達大本營，因積雪過深，雪崩頻繁，1月21日終止搜索撤營，攀登高度：5300米C2營地
- 1991年4月15-6月6日，中日梅里雪山聯合搜索隊（日方12人，中方5人），因連續降雪，雪崩頻繁，被迫終止搜索。攀登路線：雨崩方向，攀登高度：4500米
- 1996年10月-12月，中日梅里雪山聯合登山隊（第三次攀登），因氣象原因，隊伍被迫下撤，登頂再次失敗，12月8日撤營。攀登路線：雨崩方向，攀登高度：5300米
- 自1987年以來，國際上共有9次攀登梅里雪山的嘗試。其中：中日聯合攀登有4次，日本單獨攀登1次，美國隊攀登過4次（1988/1989/1992/1993）。自1996年後，登山活動暫時停止。
- 2000年，美國大自然保護協會和迪慶州當地政府組織了一次國際會議，討論了當地環境和文化保護的問題，與會代表簽署了禁止在卡瓦格博進行登山活動的呼籲書，呼籲政府立法保護神山。2001年，德钦县人民代表大會正式立法，不再允許在卡瓦格博進行登山活動[4]。至今，卡瓦格博所有重要山峰均沒有登頂成功的記錄。

## 图集

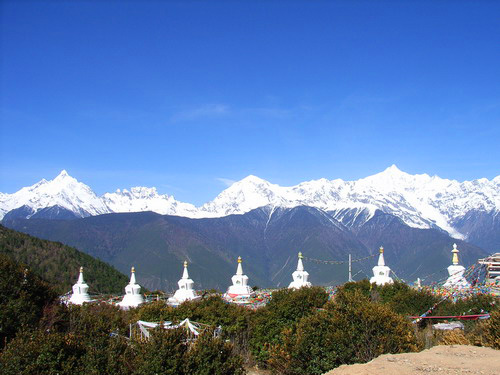
梅里雪山
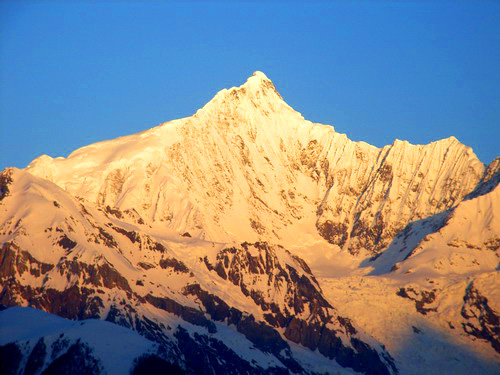
主峰卡瓦格博
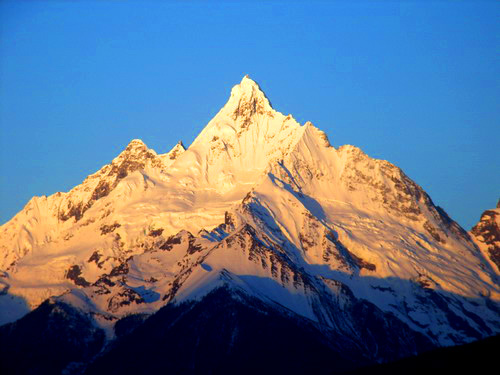
神女峰
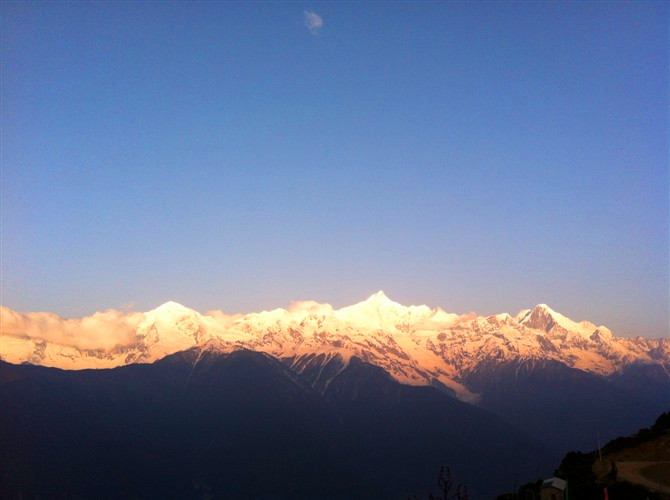
「日照金山」
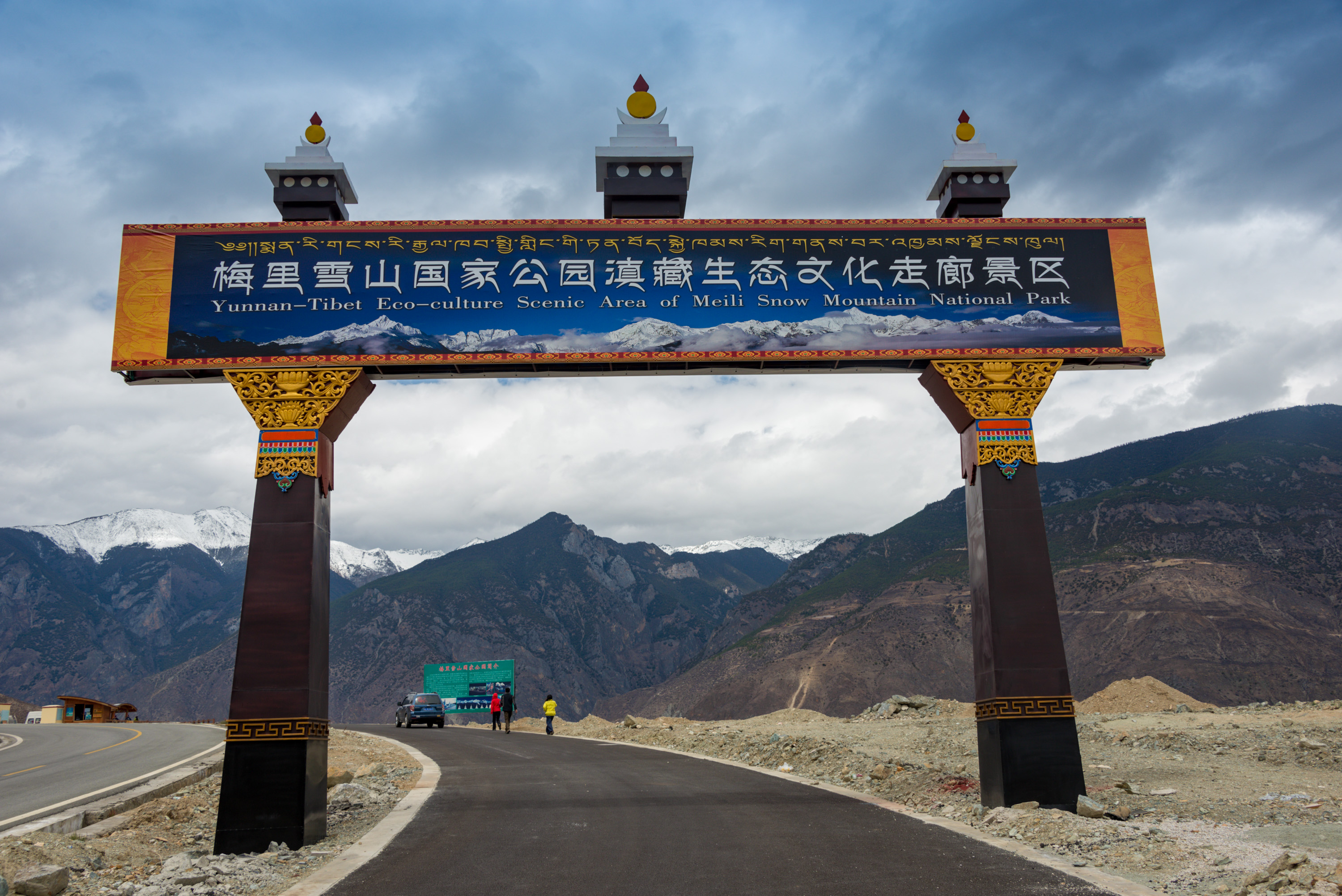
梅里雪山景区
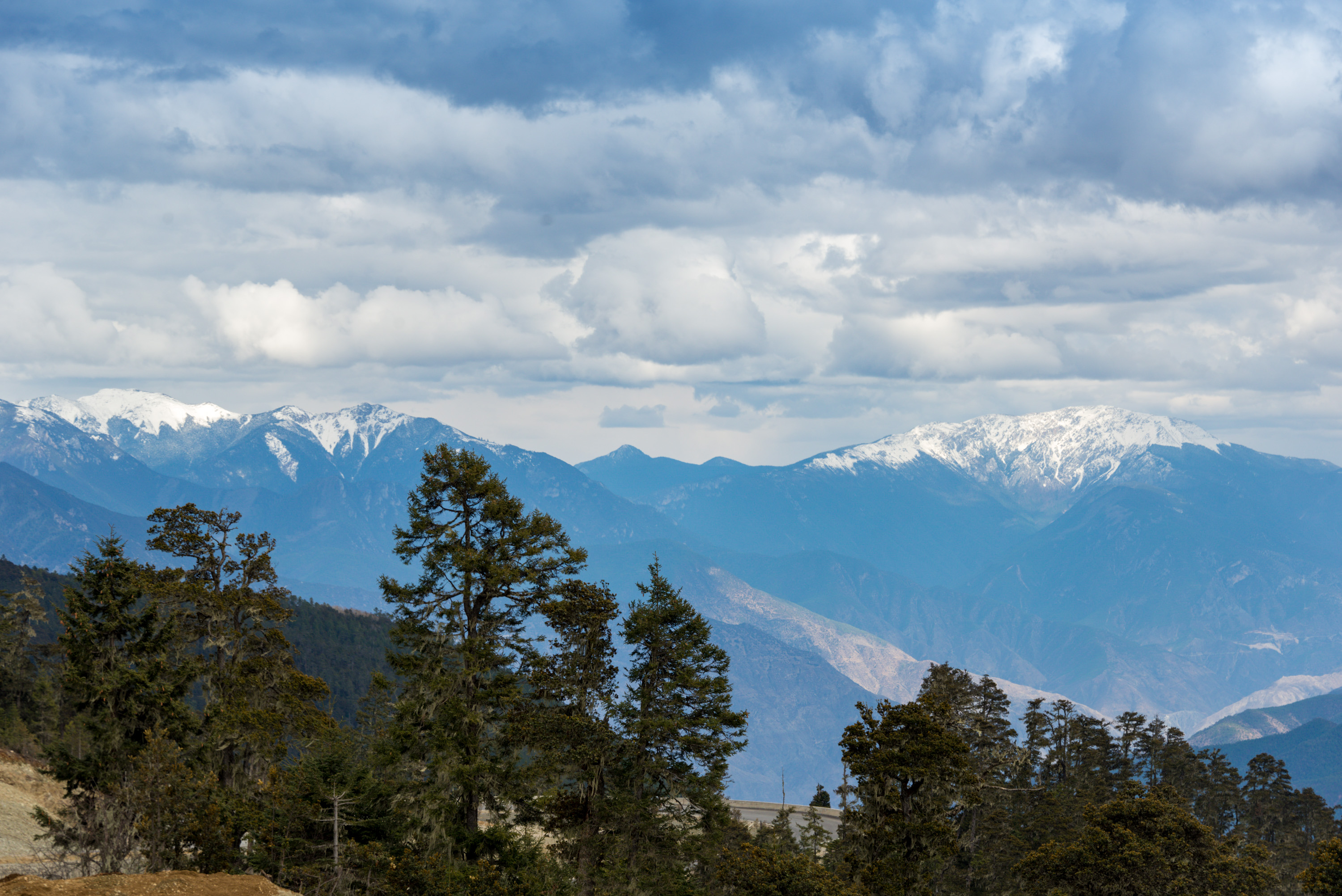
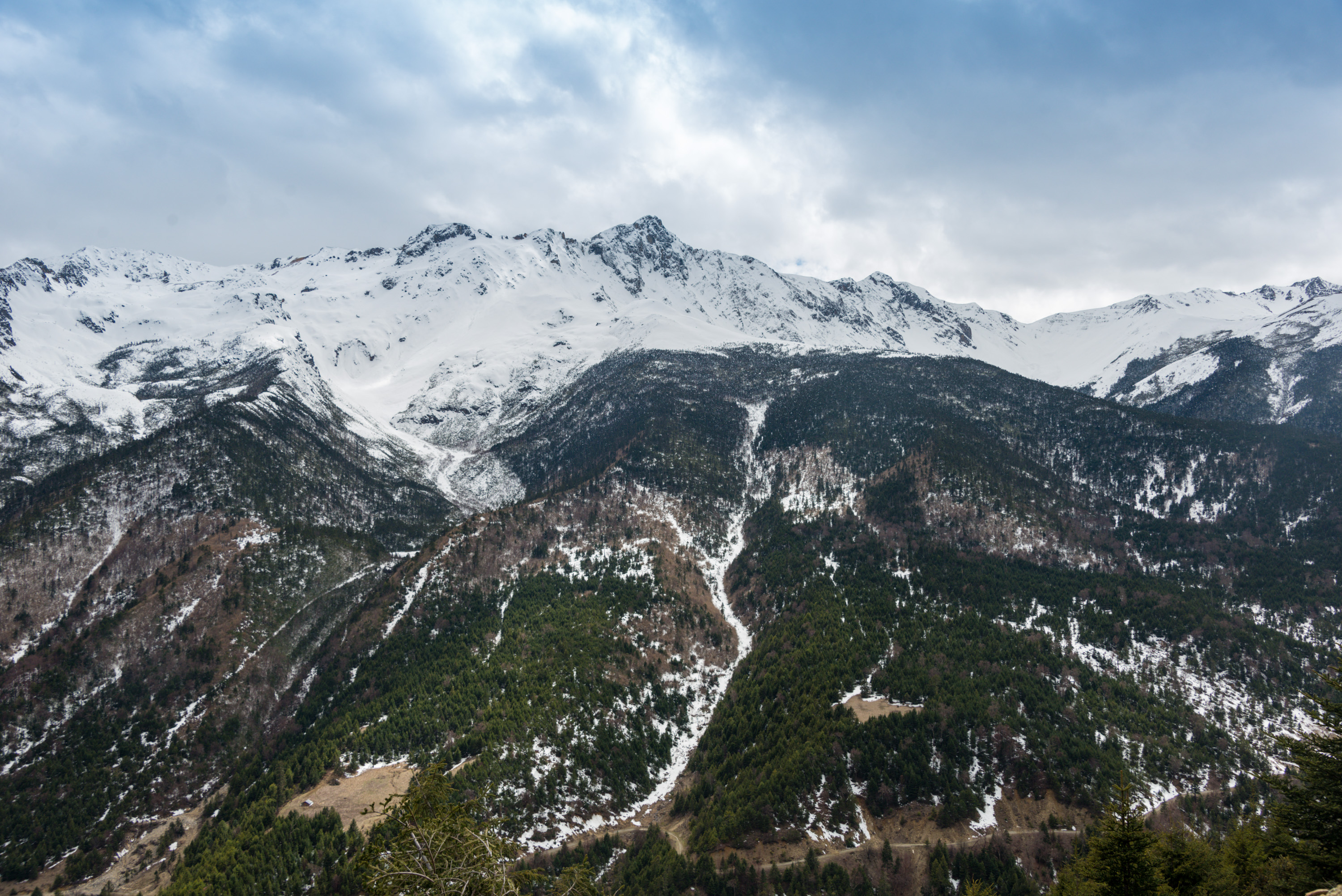
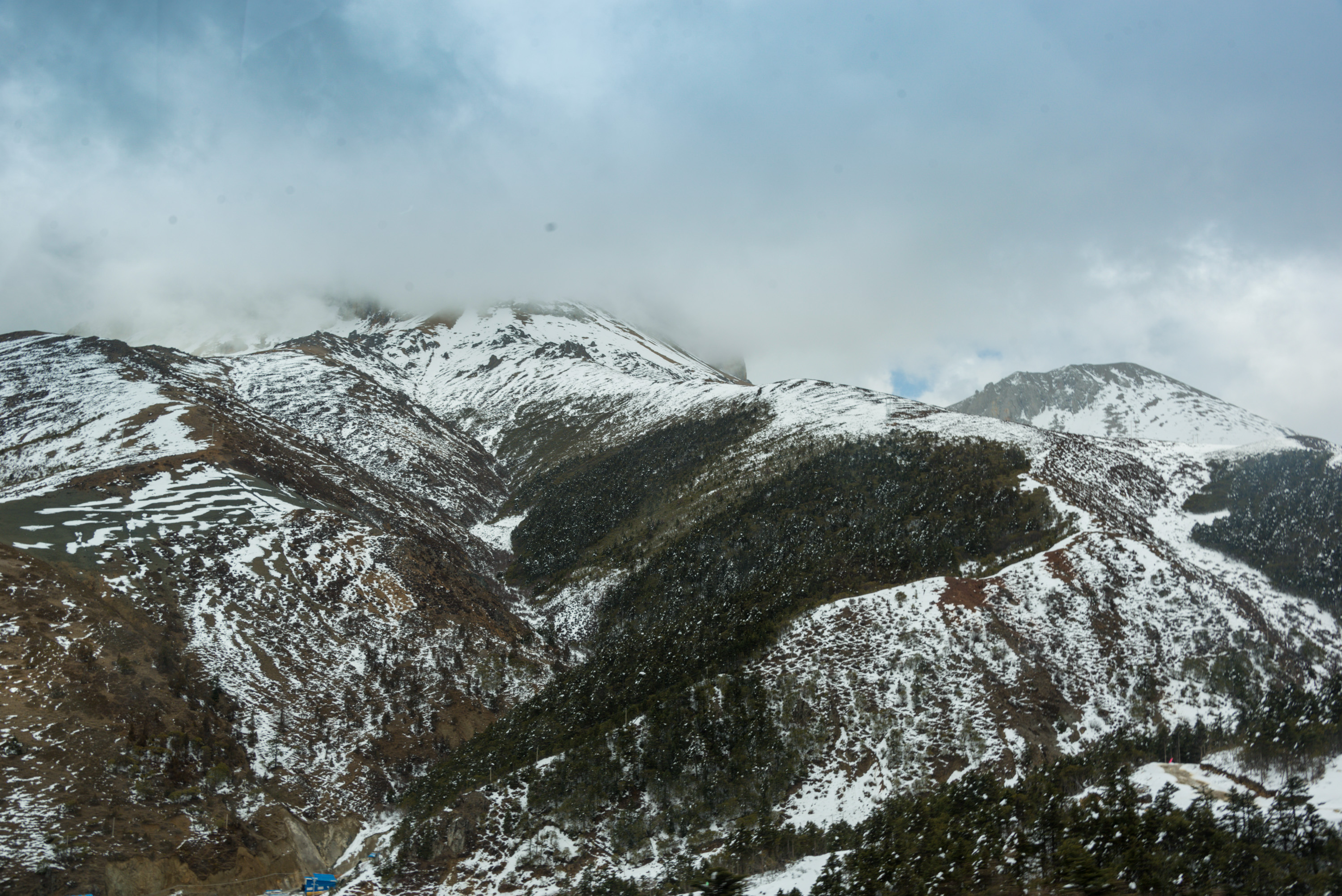
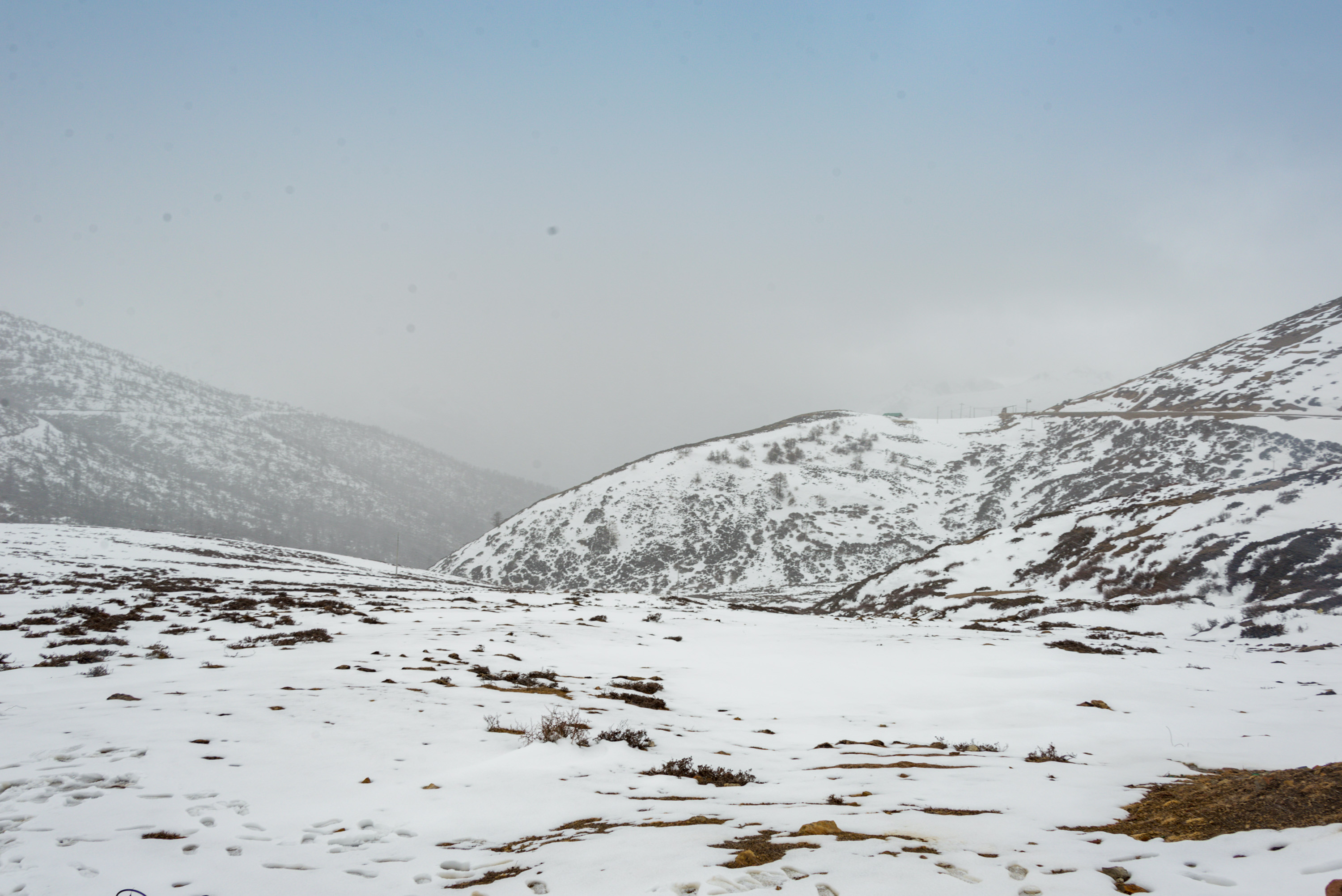